# Космічна багатозональна фотозйомка
Космі́чне фотозніма́ння багатозона́льне, (рос. космическая съемка многозональная, англ. multi-band space survey,  multi-spectral space survey; нім. Sattelitenaufnahme f in mehreren Bereichen des elektromagnetischen Spektrums) — полягає в одночасному отриманні декількох фотознімків по моніторингу довкілля. Заснована на отриманні одночасно дек. фотозображень природних об'єктів, земної поверхні і т. ін. в різних областях електромагнітного спектра c допомогою фотокамер, встановлених на супутниках.
Зйомка проводиться c висоти 200-400 км в спектральному діапазоні 480-840 нм c застосуванням спец. космічних фотоапаратів. Поздовжнє перекриття кадрів становить 20, 60 або 80%. Фотографування проводиться з компенсацією зсуву зображення і автоматичним контролем вертикального положення осі фотосистеми. Для обробки знімків застосовується багатоканальний синтез-проектор, що синтезує кольорові зображення зі збільшенням на основі багатозональних чорно-білих знімків. Отримані зображення фіксуються c допомогою спец. касети або шляхом фотографування безпосередньо з екрану.  Отримані знімки характеризуються високою роздільною здатністю при збереженні великого охоплення місцевості.
Космічна фотозйомка використовується для вивчення природних ресурсів Землі, пошуку родовищ корисних копалин, a також при гідро-геологічних, інж.-геологічних і меліоративних дослідженнях. Застосування багатозональних знімків підвищує достовірність виділення геологічних структур. Багатозональні знімки використовуються також для дистанційного моніторингу - спостереження за станом природного середовища і його змінами в результаті техногенної діяльності з метою вироблення необхідних природоохоронних заходів.